# Hamburg European Open 2023 - Qualificazioni doppio maschile
Le qualificazioni del doppio maschile del Hamburg European Open 2023 sono state un torneo di tennis preliminare per accedere alla fase finale della manifestazione. La coppia vincitrice dell'ultimo turno è entrata di diritto nel tabellone principale. In caso di ritiro di una o più coppie aventi diritto, a questa sono subentrate le lucky loser, ossia le coppie che hanno perso nell'ultimo turno ma che avevano una classifica più alta rispetto alle altre coppie che avevano comunque perso nel turno finale.

## Teste di serie
1. Diego Hidalgo /  Cristian Rodríguez (primo turno)

1. Boris Arias /  Federico Zeballos (ultimo turno, lucky loser)

## Qualificati
1. Marvin Möller /  Marko Topo

### Lucky loser
1. Boris Arias /  Federico Zeballos

## Tabellone
|  | Primo turno | Primo turno                      | Primo turno                      | Primo turno | Primo turno |  |  | Ultimo turno | Ultimo turno                  | Ultimo turno | Ultimo turno | Ultimo turno |  |
|  |             |                                  |                                  |             |             |  |  |              |                               |              |              |              |  |
|  | 1           | Diego Hidalgo Cristian Rodríguez | Diego Hidalgo Cristian Rodríguez | 4           | 4           |  |  |              |                               |              |              |              |  |
|  | WC          | Marvin Möller Marko Topo         | Marvin Möller Marko Topo         | 6           | 6           |  |  | WC           | Marvin Möller Marko Topo      | 6            | 61           | [10]         |  |
|  |             | Ivan Sabanov Matej Sabanov       | 64                               | 6           | [7]         |  |  | 2            | Boris Arias Federico Zeballos | 4            | 7            | [6]          |  |
|  | 2           | Boris Arias Federico Zeballos    | 7                                | 4           | [10]        |  |  |              |                               |              |              |              |  |